# Черрина-Монферрато
Черрина-Монферрато (итал. Cerrina Monferrato) — коммуна в Италии, располагается в регионе Пьемонт, в провинции Алессандрия.
Население составляет 1602 человека (2008 г.), плотность населения составляет 94 чел./км². Занимает площадь 17 км². Почтовый индекс — 15020. Телефонный код — 0142.
Покровителями коммуны почитаются святые Назарий и Цельсий, празднование 28 июля.

## Демография
Динамика населения:

## Администрация коммуны
- Официальный сайт: